# C++/WinRT
C++/WinRT ist eine C++-Bibliothek für die Windows-Runtime-Plattform entwickelt von Microsoft, die den Zugriff auf moderne Windows Application Programming Interfaces ermöglicht. C++/WinRT ist eine Standard-C++17-Headerdateibibliothek, im Gegensatz zu C++/CX, das eine Spracherweiterung von C++ ist und nur mit aktuellen Version von Microsoft Visual C++ verwendet werden kann.
C++/WinRT wurde ursprünglich 2015 von Kenny Kerr entwickelt, der kurz nach Veröffentlichung zu Microsoft wechselte. C++/WinRT ist jetzt der von Microsoft empfohlene Ersatz sowohl für die Windows Runtime C++ Template Library (WRL) als auch für C++/CX.